# Abderrahmane Benamadi
Abderrahmane Benamadi (ar. عبد الرحمان بن عمادي; ur. 3 lipca 1985) – algierski judoka. Olimpijczyk z Rio de Janeiro 2016, gdzie zajął 33. miejsce w wadze średniej.
Wicemistrz świata w 2005. Uczestnik zawodów w 2009, 2011, 2013, 2014, 2015, 2017, 2019 i 2021. Startował w Pucharze Świata w latach 2010, 2011, 2013-2016 i 2018. Brązowy medalista igrzysk śródziemnomorskich w 2005 i 2013. Mistrz igrzysk afrykańskich w 2011 i 2015; drugi w 2007. Drugi na igrzyskach solidarności islamskiej w 2017. Piętnastokrotny medalista mistrzostw Afryki w latach 2005 - 2022. Brązowy medalista igrzysk panarabskich w 2011, a także igrzysk wojskowych w 2011 roku.

## Letnie Igrzyska Olimpijskie 2016
| Konkurencja | Eliminacje             | Klas. końcowa |
| Konkurencja | Przeciwnik I           | Miejsce       |
| ----------- | ---------------------- | ------------- |
| 90 kg       | Sherali Juraev (UZB) P | 33.           |